# لغات باكستان
يوجد في باكستان عدة لغات و تبقى اللغة الأردية هي اللغة الرسمية للدولة.

## لغات باكستان
- اللغة الأردية
- اللغة السندية
- اللغة البنجابية
- اللغة البشتوية
- اللغة البلوشية